# Carlito (catch)
 (juin 2021).
Pour les articles homonymes, voir Carlos Colón, Colon et Carlito.
Carlos Edwin Colón, Jr., (né le 21 février 1979 à San Juan) est un catcheur (lutteur professionnel) portoricain. Il travaille actuellement à la World Wrestling Entertainment, dans la division Raw, sous le nom de Carlito.

## Jeunesse
Carlos Colón, Jr. est le fils du catcheur Carlos Colón, Sr. qui est aussi promoteur du World Wrestling Council et de sa femme Nancy qui est canadienne,. Après le lycée, il étudie dans une université avant de devenir catcheur.

## Carrière de catcheur

### World Wrestling Council (1999-2003)
Colón, Jr. s’entraîne auprès de son père Carlos Colón, Sr. et commence sa carrière au World Wrestling Council (WWC) sous le nom de Carly Colón en novembre 1999.
Dès janvier 2000, Colón, Sr. met en avant son fils en faisant de lui le champion universel poids lourd du WWC après sa victoire sur Ray González le 29 janvier,. González récupère ce titre le 19 février et Carly le bat une seconde fois pour le titre le 16 juillet,. Curt Hennig est ensuite son rival et parvient à devenir champion universel le 30 septembre, Colón met sa carrière en jeu dans un match de championnat et obtient pour la 3e fois ce titre le 25 novembre,. Ce règne prend fin après sa défaite face à Jerry Flynn le 17 février 2001.
Il fait ensuite équipe avec son frère Eddie Colón à partir de 2002 en plus  d'être régulièrement champion universel, titre qu'il va détenir à sept reprises avant de quitter le WWC. Ils remportent le championnat du monde par équipe du WWC le 16 mars après leur victoire face à Thunder et Lightning. Ils gardent ce titre pendant une journée seulement car Thunder et Lightning parviennent à les vaincre le lendemain. Il fait aussi équipe avec Konnan avec qui il est champion du monde par équipe une seconde fois du 26 mai au 10 août.
En juin 2003, Colón, Jr. signe un contrat avec la World Wrestling Entertainment et part de Porto Rico en laissant le titre de champion universel du WWC vacant.

### World Wrestling Entertainment (2003-2010)

#### Passage à l'Ohio Valley Wrestling et champion des États-Unis (2003-2005)
Colón, Jr. signe un contrat avec la World Wrestling Entertainment en juin 2003. Il rejoint l'Ohio Valley Wrestling qui est alors le club-école de la WWE et y reste prés d'un an.
Le 7 octobre 2004, Colón arrive à Smackdown et provoque le champion des États-Unis WWE John Cena. Un match de championnat les opposant a lieu un peu plus tard où Carlito parvient à battre Cena en lui donnant un coup de chaîne au visage que l'arbitre ne voit pas. La semaine suivante, il conserve son titre face à Rey Mysterio. Il a ensuite une victoire expéditive face à Rico le 21 octobre. Il se blesse à l'épaule début novembre et l'équipe scénaristique de la WWE décide de mettre fin à son règne de champion des États-Unis le 18 novembre face à John Cena,.
Au cours de sa convalescence, il est brièvement le manager de Jesús (en) et fait ensuite du lobbying pour prendre la place de manager général de Smackdown. Début 2005, Carlito fait du lobbying auprès  du bureau des directeurs pour remplacer Teddy Long au poste de manager général de Smackdown. Linda McMahon qui dirige ce comité décide de renouveler sa confiance envers Long qui décide d'humilier Carlito. On le voit notamment le 3 mars déneiger les abords de la Pepsi Arena à Albany.
Le 3 avril à WrestleMania 21, Carlito interrompt le Piper's Pit où Roddy Piper interviewe Stone Cold Steve Austin avant d'attaquer les deux hommes. Il se fait sortir du ring par Piper et Austin qui célèbrent cela en buvant une bière. Début mai, le World Wrestling Council annonce que Piper et Carlito vont s'affronter dans cette fédération à Friday Madness le 20 mai que Piper remporte,. Deux jours plus tard à Judgment Day, il remporte un combat face au Big Show grâce à l'intervention de Matt Morgan qui lui porte un F5. 

#### RAW (2005-2008)

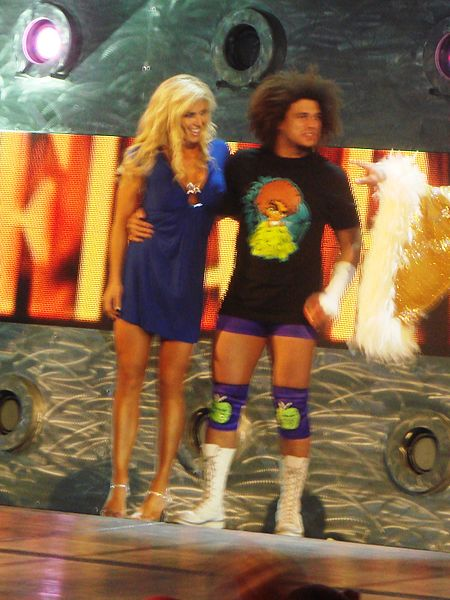
Carlito et Torrie Wilson formant un couple durant 2006 jusqu'en 2007.

Le 20 juin 2005, Carlito est drafté à RAW. Ce jour-là, on lui donne une chance pour avoir le championnat intercontinental de la WWE détenue par Shelton Benjamin et succède à ce dernier. Il conserve son titre face à ce dernier le 26 juin à Vengeance face à Benjamin. Ils se retrouvent à nouveau le 11 juillet où Carlito se fait volontairement compter à l'extérieur pour garder sa ceinture. La semaine suivante, ils se battent dans un match sans décompte à l'extérieur et Carlito se fait disqulifier après un coup de poing dans l'entrejambe. Son règne prend fin le 18 septembre à Unforgiven après sa défaite face à Ric Flair.
À New Year's Revolution 2006, il bat Shelton Benjamin pour une place dans l'Elimination Chamber pour le titre de la WWE Championship détenu par John Cena et bat Victoria (c'est elle qui a décidé) dans un Beat The Clock Match pour savoir l'ordre d'entrée des catcheurs. Il entre en troisième et s'allie avec Chris Masters ; ensemble, ils éliminent tous les adversaires sauf John Cena avant que Carlito trahisse Chris Master avec un roll-up, mais il n'obtient pas le titre car John Cena fait un roll-up sur lui.
Il participe à Royal Rumble 2006, il entre en onzième et est éliminé en vingt-sixième par Rob Van Dam.
Pour avoir un match de championnat (WWE Championship) à WrestleMania 22, il doit participer à un tournoi mais il est battu par Rob Van Dam. Plus tard, il fait équipe avec Chris Masters pour affronter Kane et Big Show, finalement, ils perdent le match après que Kane lui a porté son Chokeslam.
À Vengeance 2006, dans un Triple Threat Match entre Carlito, Shelton Benjamin et Johnny Nitro pour le titre Intercontinental Championship détenu par Shelton Benjamin, Carlito est sur le point de goupiller le champion jusqu'à ce que Johnny Nitro le jette hors du ring et goupille Shelton Benjamin pour devenir le nouveau champion.
Carlito sauve Trish Stratus alors qu'elle est attaquée par Melina et Johnny Nitro, le 19 juillet 2006.
Il ne gagne pas le titre intercontinental contre Johnny Nitro. Il porte son Back Stabber sur le champion intercontinental, mais Melina monte sur le ring et aveugle le challenger et Trish Stratus arrive et s'attaque à Melina.
À Saturday Night's Main Event, le 15 juillet 2006, avec Trish Stratus, ils défont Johnny Nitro et Melina.
À Unforgiven 2006, il est battu par Randy Orton. Le 3 octobre 2006 à RAW, il perd encore une nouvelle fois contre Randy Orton.
Au Royal Rumble 2007, il participe au Royal Rumble match, il entre 27e mais est éliminé par The Great Khali en 23e.
Le 5 mars, il affronte Ric Flair pour se qualifier au Money in the Bank, mais le match est déclaré no contest. Le 12 mars, il perd contre Randy Orton dans un Triple Threat avec Ric Flair pour se qualifier au Money in the Bank.
À Judgment Day 2007, Carlito a été battu par Ric Flair, qui le fait abandonner.
Le 20 août, Carlito se bat contre Mr.Kennedy pour devenir Challenger N°1 pour le titre intercontinental détenu par Umaga à SummerSlam (2007). William Regal annonce que Carlito et Kennedy seront dans un Triple Threat match lors du PPV, mais Umaga conservera son titre. Au Carlito Cabana, une bagarre éclate entre Triple H et Carlito.
À Unforgiven 2007, lui et Triple H sont dans un No DQ Match, cette règle ne peut être appliquée que sur Carlito, ce qui est un avantage pour le jeune catcheur, mais malgré l'avantage, il perd contre Triple H. Carlito l'affronte encore une fois dans un Steel Cage Match, mais un peu avant le match, Vince McMahon annonce que ce sera un Handicap 2 on 1 Steel Cage Match et que se sera lui-même qui aidera Carlito. Ce sera M.. McMahon qui sortira en premier et fera gagner Carlito mais à la fin du match, Triple H s'en prend à lui.
Carlito revient après Cyber Sunday 2007 et affronte le nouveau venu et fils de British Bulldog, D.H. Smith.
Au 15e anniversaire de RAW, il eut un match contre Jeff Hardy pour son titre intercontinental dans un match de l'échelle (ladder match) mais il perd.
Il se qualifie pour le Royal Rumble 2008 en battant Super Crazy et DH Smith avec Santino Marella.
Au Royal Rumble il entre en 21e position pour se faire sortir par John Cena.
Carlito s'est qualifié pour le Money in the Bank à WrestleMania XXIV en battant Cody Rhodes. 
À WrestleMania XXIV il ne remporte pas le Money in the Bank, c'est CM Punk qui gagne.
Le 12 mai Carlito et Santino Marella perdent l'occasion de remporter le World Tag Team Championship face à Cody Rhodes et Hardcore Holly.

#### SmackDown et Unified Tag Team Champion (2008-2010)
Le 25 juin lors du draft supplémentaire il est drafté à Smackdown. Le 12 septembre, il fait son retour à Smackdown. Il a effectué un face turn, fait équipe avec son frère Primo Colón et gagne un match contre les Tag Team Champions, Zack Ryder et Curt Hawkins dans un match sans titre. Le 26 septembre 2008, il remporte le WWE Tag Team Championship avec Primo Colón face à Curt Hawkins et Zack Ryder. À No Mercy 2008 il gagne avec Primo contre Johnny Morrison et The Miz dans un Dark match. Le 17 octobre il conserve la ceinture de WWE Tag Team Champion contre Zack Ryder et Curt Hawkins. À smackdown, le 9 janvier 2009, Primo Colón et Carlito conservent leurs titres face à The Brian Kendrick & Ezekiel Jackson. Au Royal Rumble 2009 il entre en 3e mais se fait éliminer par Vladimir Kozlov. Le 27 février et le 13 mars à Smackdown, Carlito et Primo gagnent face à John Morrison et The Miz, dans un match qui était pour le titre de WWE Tag Team Champions. Lors de Wrestlemania XXV, il conserve avec Primo Colón les ceintures de WWE Tag Team Champions et remporte le World Tag Team Championship face à John Morrison et The Miz.

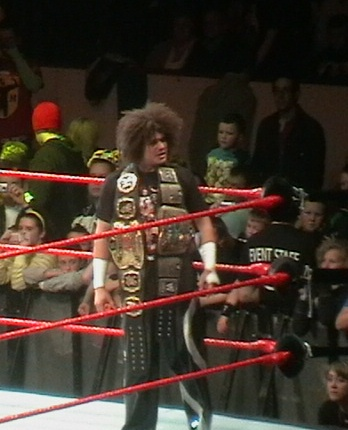
Carlito un des deux premiers champions unifiés

Lors du RAW du 6 avril, Carlito et Primo gagne contre John Morrison et The Miz dans un match qui était pour le WWE Unified Tag Team Championship, la stipulation était un Lumberjack match.
Le 15 avril lors du draft supplémentaire lui et son frère sont draftés à RAW.
Le 13 juin à Nimes lui et son frère défendent leurs titres, face à Priceless.
Lors de The Bash 2009, lui et Primo défendent leurs titres du WWE Unified Tag Team Champions face à Cody Rhodes et Ted DiBiase Jr mais les perdent face à Edge et Chris Jericho qui se sont introduits dans le match. Le lendemain, ils perdent à nouveau contre eux pour les titres et après le match une dispute survient avec son frère.
Le 6 juillet, à RAW, lui et Primo perdent un match face à Edge et Chris Jericho. Après le match il attaque son frère, effectue un heel turn, et met officiellement fin à l'équipe The Colons.
À Night of Champions 2009, il ne réussit pas à remporter le WWE United States Championship contre Jack Swagger, Primo, The Miz, MVP et le champion Kofi Kingston.
À RAW, le 17 août 2009, il perd contre Kofi Kingston dans un match pour le WWE United States Championship. Il est maintenant accompagné de Rosa Mendes.
Le 31 août il reperd contre The Miz, Jack Swagger et Kofi Kingston dans un match pour le WWE United States Championship
Le 30 novembre il revient durant une promo de John Cena en lui disant que personne ne voulait de lui en tant que champion de la WWE, ensuite il voulait cracher avec une pomme sur lui mais se fait contrer par un attitude adjustment.
Lors de NXT saison 1, il était le Pro de Michael Tarver. Lors du 30-Man Royal Rumble match, il entre en 15e et se fait éliminer en 13e par Shawn Michaels. Il perd face à Christian pour se qualifier au Money In The Bank de WrestleMania XXVI.
Il perd à Superstars le 11 mars face à MVP et Christian dans un match où il faisait équipe avec Chavo Guerrero. Le 12 avril, à Raw, il perd contre Evan Bourne. Le 15 avril, à Superstars, il perd contre Matt Hardy.
Le 6 mai, à Superstars, il se voit opposer à son frère mais il semble très perturbé pendant le combat. Au moment où Carlito pouvait porter son Backstabber sur Primo, il s'arrête et prend le micro. Dans une déclaration touchante, Carlito dit à Primo que deux frères ne peuvent pas se battre, mais que les gens n'en ont rien à faire d'eux, qu'ils sont tous deux de grands compétiteurs et qu'ils méritent plus que ce qu'ils ont actuellement (mentionnant au passage qu'ils ont été les tout premiers Unified Tag Team Champions). Il propose à Primo de continuer de gâcher sa carrière ou bien de reformer les Colons et de faire un nouvel impact. Au moment où Carlito quitte le ring, Primo l'arrête et les deux frères se font un calin, quittant le ring ensemble scellant leur retour en tant qu'équipe Il fait donc un face turn.

#### Départ (2010)
Lors de Raw du 10 mai 2010, il attaque R-Truth avec son frère Primo et refait donc un heel turn. Dans la même semaine Carlito se fait licencier de la WWE.

### Family Wrestling Entertainment & Circuit Indépendant (2012-...)
Lors de Dysunctional Family, il perd contre Jay Lethal dans un Extreme Rules Match qui comprenait aussi Tommy Dreamer et ne remporte pas le FWE Championship. Lors de FWE X, il perd contre Tommy Dreamer dans un Elimination Match qui comprenait aussi Brian Kendrick et Jay Lethal et ne remporte pas le FWE Heavyweight Championship de la Family Wrestling Entertainment. Lors de No Limits 2013, il bat Matt Hardy et Tommy Dreamer dans un Tables, Ladders and Chairs Match et conserve son titre acquis à la HOH. Il perd le titre contre Johnny Morrison lors de FWE Welcome To The Rumble 2. lors de l'événement de la WWC 40th Anniversary, il perd contre Sting.
Le 12 mars 2016 après du temps dans des fédérations indépendante il combat a l'événement de la QPW Soudan Power où il gagne en équipe avec Rey Mysterio face à Chris Masters et Sonjay Dutt.
Le 25 novembre lors de Wrestlecade Super Show, il perd contre Billy Gunn. Le 2 décembre 2017 lors de House of Hardcore 36, il perd contre Nick Aldis.
Le 2 février 2018, il perd avec Chris Masters contre Adam Maxted et Charlie Sterling. Le 7 avril lors de House of Hardcore 40, il perd contre MVP.
Le 3 septembre lors de House of Hardcore 50, il gagne avec Billy Gunn contre Zane Dawson et Dave Dawson.

### Retour à la World Wrestling Entertainment (2021-...)

#### Retour, LWO et départ (2021-2024)
Le 31 janvier 2021 au Royal Rumble, il fait son retour à la World Wrestling Entertainment après 11 ans d'absence, entre dans le Men's Royal Rumble match en 8e position, mais se fait éliminer par Elias. 
Le 6 mai 2023 à Backlash, il fait son retour après 2 ans d'absence et aide Bad Bunny à battre Damian Priest dans un San Juan Street Fight match.
Le 7 octobre à Fastlane, il devient le partenaire mystère de Rey Mysterio et Santos Escobar. Ensemble, les trois catcheurs battent Bobby Lashley et les Street Profits dans un 6-Man Tag Team match.
Le 27 janvier 2024 au Royal Rumble, il entre dans le Men's Royal Rumble match en 10e position, élimine Santos Escobar avant d'être lui-même éliminé par Bobby Lashley.
Le 26 avril à SmackDown, il effectue un Heel Turn, car lors du show de la veille de WrestleMania XL, une caméra de surveillance révèle que c'est lui qui a attaqué Dragon Lee. Il pousse ce dernier sur Rey Mysterio et lui porte un Back Stabber avant de prendre la fuite.

#### Draft àRaw, The Judgment Day (2024-...)
Trois soirs plus tard à Raw, lors du Draft, il est annoncé être officiellement transféré au show rouge.
Le 5 août à Raw, Liv Morgan et lui rejoignent officiellement le Judgment Day après l'éviction de Rhea Ripley et Damian Priest.

## Palmarès

### Championnat et accomplissements
- Big Time Wrestling (BTW)
  - 1 fois champion poids lourd de la BTW[54]
- Family Wrestling Entertainment (FWE)
  - 1 fois champion poids lourd de la FWE[55]

- First Wrestling Society (1WS)
  - 1 fois champion du monde de la 1WS[56]

- Imperio Lucha Libre
  - 1 fois champion du monde l'Imperio[57]
- Pure Wrestling Association (PWA)
  - 1fois champion Elite de la PWA[58]
- Qatar Pro Wrestling (QPW)
  - 1 fois champion par équipes de la QPW avec Chris Masters[59]
- United Pro Wrestling (UPW)
  - 1 fois champion de l'UPW[60]

- Wrestling Alliance Revolution (WAR)
  - 1 fois champion du monde de la WAR[61]

- World Wrestling Council (WWC)
  - 17 fois champion universel poids lourd du WWC[62]
  - 1 fois champion poids lourd de Porto Rico du WWC[63]
  - 2 fois champion du monde par équipes du WWC avec Eddie Colón puis avec Konnan[64]

- World Wrestling Entertainment (WWE)
  - 1 fois champion intercontinental de la WWE[65]
  - 1 fois champion des États-Unis de la WWE[66]
  - 1 fois champion par équipes de la WWE avec Primo[67]
  - 1 fois champion du monde par équipes de la WWE avec Primo[68]

#### Matchs à pari (Luchas de apuetas)
| # | Résultat | Enjeu   | Adversaire (enjeu)             | Date             | Lieu               | Notes                                       |
| - | -------- | ------- | ------------------------------ | ---------------- | ------------------ | ------------------------------------------- |
| 1 | Victoire | Cheveux | Thunder et Lightning (masques) | 30 juin 2012     | Bayamón Porto Rico | Carlito fait équipe avec Ray González (en). |
| 2 | Victoire | Cheveux | Ray González (en)              | 9 décembre 2012  | Bayamón Porto Rico |                                             |
| 3 | Victoire | Cheveux | Rey Fénix                      | 16 novembre 2013 | Bayamón Porto Rico |                                             |

## Récompenses des magazines
- Pro Wrestling Illustrated
  - 2e catcheur ayant le plus progressé de l'année 2005[70]

| Année | 2003 | 2004 | 2005 | 2006 | 2007 | 2008 | 2009 | 2010 | 2011 | 2012 | 2013 | 2014 | 2015 | 2016 | 2017 à 2018 | 2019 | 2020 à 2022 | 2023 |
| ----- | ---- | ---- | ---- | ---- | ---- | ---- | ---- | ---- | ---- | ---- | ---- | ---- | ---- | ---- | ----------- | ---- | ----------- | ---- |
| Rang  | 115  | 166  | 41   | 27   | 41   | 63   | 64   | 94   | 87   | 96   | 274  | 189  | 297  | 231  | Non classé  | 412  | Non classé  | 285  |